# 닉 파크
닉 파크(영어: Nick Park, CBE, 1958년 12월 6일 ~ )는 잉글랜드의 영화 감독이자 작가, 애니메이터이다. 《못말리는 어린 양 숀》과 《치킨 런》, 《월리스와 그로밋》을 만든 것으로 잘 알려져 있으며, 전 세계적으로 클레이 애니메이션의 대표주자로 인식되며 큰 명성을 날렸다. 파크는 아카데미상에 총 6회 후보 지명되어, 《동물원 인터뷰》(1989), 《월리스와 그로밋: 전자바지 소동》(1993), 《월리스와 그로밋: 양털 도둑》(1995)과 《월리스와 그로밋: 거대 토끼의 저주》(2005)으로 4회를 수상했다. 그는 2008년 영국에서 가장 유명한 TV 프로그램인 《월리스와 그로밋: 빵과 죽음의 문제》로 영국 아카데미상(BAFTA) 최우수 단편 애니메이션상을 비롯하여 5개의 BAFTA상을 수상했다. 그의 2000년 영화 《치킨 런》은 최고 흥행한 스톱 모션 애니메이션 영화이다.

## 작품 목록

### 영화
| 년도 | 제목                                                                             | 감독   | 프로듀서 | 각본   | 애니메이터 | 비고                                    |
| ---- | -------------------------------------------------------------------------------- | ------ | -------- | ------ | ---------- | --------------------------------------- |
| 1989 | 동물원 인터뷰 Creature Comforts                                                  | 예     | 아니요   | 예     | 예         | 단편 영화                               |
| 1989 | 월리스와 그로밋: 화려한 외출 Wallace & Gromit: A Grand Day Out                   | 예     | 아니요   | 예     | 예         | 단편 영화                               |
| 1993 | 월리스와 그로밋: 전자바지 소동 Wallace & Gromit: The Wrong Trousers              | 예     | 아니요   | 예     | 예         | 단편 영화                               |
| 1995 | 월리스와 그로밋: 양털 도둑 Wallace & Gromit: A Close Shave                       | 예     | 아니요   | 예     | 예         | 단편 영화                               |
| 2000 | 치킨 런 Chicken Run                                                              | 예     | 예       | 예     | 아니요     | 피터 로드와 공동 작업                   |
| 2005 | 월리스와 그로밋: 거대 토끼의 저주 Wallace & Gromit: The Curse of the Were-Rabbit | 예     | 예       | 예     | 아니요     | 스티브 박스와 공동 작업                 |
| 2008 | 월리스와 그로밋: 빵과 죽음의 문제 Wallace & Gromit: A Matter of Loaf and Death   | 예     | 예       | 예     | 아니요     | 단편 영화                               |
| 2015 | 숀더쉽 Shaun the Sheep Movie                                                     | 아니요 | 예       | 아니요 | 아니요     | 총괄 프로듀서, 목소리와 크리에이터 담당 |
| 2015 | 못 말리는 어린 양 숀: 농부의 라마 Shaun the Sheep: The Farmer's Llamas           | 아니요 | 예       | 아니요 | 아니요     | 단편 영화; 총괄 프로듀서                |
| 2018 | 얼리맨 Early Man                                                                 | 예     | 예       | 예     | 아니요     | 호그놉 목소리 출연                      |

### 텔레비전
| 년도      | 제목                                                                  | 비고                                              |
| --------- | --------------------------------------------------------------------- | ------------------------------------------------- |
| 2003–2006 | 동물원 인터뷰 Creature Comforts                                       | 크리에이터 총괄 프로듀서                          |
| 2007–현재 | 못말리는 어린 양 숀 Shaun the Sheep                                   | 총괄 프로듀서                                     |
| 2009-2012 | 내 친구 티미 Timmy Time                                               | 총괄 프로듀서                                     |
| 2010      | 월리스와 그로밋의 발명의 세계 Wallace and Gromit's World of Invention | 크리에이터 총괄 프로듀서                          |
| 2011      | 심슨 가족 The Simpsons                                                | 에피소드: Angry Dad: The Movie 카메오 목소리 출연 |

## 상훈

### 수상 및 후보
| 년도 | 작품                              | 상                              | 부문                                   | 결과 |
| ---- | --------------------------------- | ------------------------------- | -------------------------------------- | ---- |
| 1990 | 동물원 인터뷰                     | 영국 아카데미상(BAFTA)          | 최우수 단편 애니메이션상               | 후보 |
| 1990 | 월리스와 그로밋: 화려한 외출      | 영국 아카데미상(BAFTA)          | 최우수 단편 애니메이션상               | 수상 |
| 1991 | 동물원 인터뷰                     | 아카데미상                      | 최우수 단편 애니메이션상               | 수상 |
| 1991 | 월리스와 그로밋: 화려한 외출      | 아카데미상                      | 최우수 단편 애니메이션상               | 후보 |
| 1994 | 월리스와 그로밋: 전자바지 소동    | 영국 아카데미상(BAFTA)          | 최우수 단편 애니메이션상               | 수상 |
| 1994 | 월리스와 그로밋: 전자바지 소동    | 아카데미상                      | 최우수 단편 애니메이션상               | 수상 |
| 1994 | 월리스와 그로밋: 전자바지 소동    | 쟈그레브 애니메이션 영화제      | 최우수 단편 애니메이션상               | 수상 |
| 1996 | 월리스와 그로밋: 양털 도둑        | 영국 아카데미상(BAFTA)          | 최우수 애니메이션상                    | 수상 |
| 1996 | 월리스와 그로밋: 양털 도둑        | 아카데미상                      | 최우수 단편 애니메이션상               | 수상 |
| 2001 | 치킨 런                           | 영국 아카데미상(BAFTA)          | 최우수 영국 영화부문 알렉산더 코르다상 | 후보 |
| 2004 | 동믈원 인터뷰                     | 영국 아카데미 텔레비전상(BAFTA) | 최우수 코미디 프로그램 시리즈상        | 후보 |
| 2005 | 월리스와 그로밋: 거대 토끼의 저주 | 아카데미상                      | 최우수 장편 애니메이션상               | 수상 |
| 2006 | 월리스와 그로밋: 거대 토끼의 저주 | 영국 아카데미상(BAFTA)          | 최우수 영국 영화부문 알렉산더 코르다상 | 수상 |
| 2008 | 동물원 인터뷰                     | 에미상                          | 최우수 단편 애니메이션 프로그램상      | 후보 |
| 2009 | 월리스와 그로밋: 빵이냐 죽음이냐  | 영국 아카데미상(BAFTA)          | 최우수 단편 애니메이션상               | 수상 |
| 2010 | 월리스와 그로밋: 빵이냐 죽음이냐  | 아카데미상                      | 최우수 단편 애니메이션상               | 후보 |

### 서훈
- 1997년 대영 제국 훈장 3등급(CBE) 수훈[4]